# Neopetrosia carbonaria
Neopetrosia carbonaria är en svampdjursart som först beskrevs av Jean-Baptiste Lamarck 1814.  Neopetrosia carbonaria ingår i släktet Neopetrosia och familjen Petrosiidae.
Artens utbredningsområde är Karibiska havet. Inga underarter finns listade i Catalogue of Life.